# Атромітос (Афіни)
Запит «Атромітос (футбольний клуб)» перенаправляється сюди.
Атромітос (грец. Ατρόμητος) — грецький футбольний клуб, що базується в муніципалітеті Перістері, ном Афіни. В сезоні 2010—2011 грає у вищому дивізіоні Альфа Етнікі. Домашні матчі команда проводить на стадіоні «Перістері», що вміщає 8 939 глядачів.

## Історія
Футбольний клуб «Атромітос» заснований у травні 1923 року. 1928 року клуб виграв бронзові медалі, що стало найвищим досягненням команди у чемпіонатах Греції. У сезоні 2006/07 команда дебютувала в Кубку УЄФА в матчах проти майбутнього володаря трофею іспанської «Севільї» і поступилася за сумою двох ігор 1:6 (1:02 і 0:4).
2009 році клуб виграв Бета Етнікі і таким чином забезпечив собі місце у Суперлізі.

### Історія виступів у національних лігах (1961— нині)
- 1961 — 1972: Бета Етнікі (10 сезонів)
- 1972 — 1973: Альфа Етнікі
- 1973 — 1974: Бета Етнікі
- 1974 — 1977: Альфа Етнікі
- 1977 — 1980: Бета Етнікі
- 1980 — 1981: Альфа Етнікі
- 1981 — 1982: Бета Етнікі
- 1982 — 1988: Гамма Етнікі
- 1988 — 1992: Бета Етнікі
- 1992 — 1997: Гамма Етнікі
- 1997 — 1998: Дельта Етнікі
- 1998 — 2002: Гамма Етнікі
- 2002 — 2003: Бета Етнікі
- 2003 — 2005: Бета Етнікі
- 2005 — 2008: Альфа Етнікі
- 2008 — 2009: Бета Етнікі
- 2009 — 2010: Альфа Етнікі
- 2010 — 2011: Альфа Етнікі
- 2011 — 2012: Альфа Етнікі
- 2012 — 2013: Альфа Етнікі
- 2013 — 2014: Альфа Етнікі

## Досягнення
- Чемпіонат Греції — 3 місце: 1928, 2014
- Фіналіст кубка Греції (2): 2011, 2012

## Виступи в єврокубках
| Сезон   | Змагання    | Раунд | Клуб            | Вдома | На виїзді | В сукупності |  |
| ------- | ----------- | ----- | --------------- | ----- | --------- | ------------ |  |
| 2006–07 | Кубок УЄФА  | 1Р    | Севілья         | 1–2   | 0–4       | 1–6          |  |
| 2012–13 | Ліга Європи | ПО    | Ньюкасл Юнайтед | 1–1   | 0–1       | 1–2          |  |
| 2013–14 | Ліга Європи | ПО    | АЗ              | 1–3   | 2–0       | 3–3 (г)      |  |
| 2014–15 | Ліга Європи | 3КР   | Сараєво         | 1–3   | 2–1       | 3–4          |  |
| 2015–16 | Ліга Європи | 3КР   | АІК             | 1–0   | 3–1       | 4–1          |  |
| 2015–16 | Ліга Європи | ПО    | Фенербахче      | 0–1   | 0–3       | 0–4          |  |
| 2018–19 | Ліга Європи | 2КР   | Динамо-Берестя  | 1–1   | 3–4       | 4–5          |  |
| 2019–20 | Ліга Європи | 2КР   | ДАК 1904        | 3–2   | 2–1       | 5–3          |  |
| 2019–20 | Ліга Європи | 3КР   | Легія           | 0–2   | 0–0       | 0–2          |  |

Примітки
- 1Р: Перший раунд
- 2КР: Другий кваліфікаційний раунд
- 3КР: Третій кваліфікаційний раунд
- ПО: Раунд плей-оф

## Відомі гравці
- Георгіос Анатолакіс
- Антоніс Антоніадіс
- Георгіос Георгіу
- Антоніс Караліс
- Георгіос Коракакіс
- Стергос Марінос
- Лакіс Ніколау
- Васіліос Ровас
- Іоанніс Скондрас
- Янніс Скопелітіс
- Нікос Циантакіс

Інші країни
- Рафік Джеббур
- Оскар Альварез
- Аракен Демело
- Леандро
- Лучіано де Суза
- Мілен Петков
- П'єр Ебеде
- Філіппос Філіппу
- Ахмед Магді
- Амаду Санохо
- Паскаль Ваїруа
- Ален Рагуель